# Oriente 6ta. Sección
Oriente 6ta. Sección är en ort i Mexiko.   Den ligger i kommunen Comalcalco och delstaten Tabasco, i den sydöstra delen av landet, 600 km öster om huvudstaden Mexico City. Oriente 6ta. Sección ligger 15 meter över havet och antalet invånare är 1 398.
Terrängen runt Oriente 6ta. Sección är mycket platt. Runt Oriente 6ta. Sección är det ganska tätbefolkat, med 160 invånare per kvadratkilometer. Närmaste större samhälle är Comalcalco, 10,7 km norr om Oriente 6ta. Sección. Trakten runt Oriente 6ta. Sección består till största delen av jordbruksmark.